# 索尼α230
Sony α 230 (DSLR-A230) 是Sony繼α200後推出的入門級數位單眼相機。本機在市場上通常搭配當時Sony新推出的SAL1855SAM新式變焦鏡頭。